# Infamie (film, 1956)
Pour les articles homonymes, voir Come On.
Pour plus de détails, voir Fiche technique et Distribution.
Infamie (titre original The Come On) est un film américain réalisé par Russell Birdwell, sorti en 1956.

## Fiche technique
- Titre : Infamie
- Titre original : The Come On
- Réalisation : Russell Birdwell
- Assistant-réalisateur : Lindsley Parsons Jr.
- Scénario : Whitman Chambers et Warren Douglas d'après un roman de Whitman Chambers Le Requin dynamité
- Adaptation : Jo Eisinger
- Photographie : Ernest Haller
- Montage : Maurice Wright
- Musique : Paul Dunlap
- Direction artistique : Bartlett Lee
- Décors : Victor A. Gangelin
- Costumes : Edith Head
- Son : Tom Lambert
- Producteurs : Lindsley Parsons et John H. Burrows (producteur associé)
- Société de production : Lindsley Parsons Productions
- Société de distribution : Allied Artists Pictures, Leo Lax Films (France)
- Pays de production :  États-Unis
- Langue : anglais américain
- Tournage : à partir du 10 octobre 1955
- Genre : Film dramatique, Film policier, Film noir
- Format : Noir et blanc — 35 mm — 2,00:1 (Superscope) — Son : Perspecta Stereo (Western Electric Sound System)
- Durée : 83 minutes (1 h 23)
- Date de sortie : 
  - États-Unis : 16 avril 1956

## Distribution
- Anne Baxter : Rita
- Sterling Hayden : Dave Arnold
- John Hoyt : Harold King, alias Harley Kendrick
- Jesse White : J.J. McGonigle
- Wally Cassell : Tony
- Alex Gerry : Larry Chalmers
- Paul Picerni : Jannings, assistant D.A.
- Theodore Newton : Détective Capitaine Getz
- Karolee Kelly : Julie, la fille de Tony
- Tyler McVey : Détective Hogan
- Lee Turnbull : Détective Tinney